# Akame ga Kill!
Akame ga Kill! (アカメが斬る!, lit. "Assassina de Olhos Vermelhos" ou  "Assassina Akame")  é uma série de mangá escrita por Takahiro e ilustrada por Tetsuya Tashiro.
Os capítulos de Akame ga Kill! foram publicados na revista de mangá shōnen Gangan Joker de 20 de março de 2010 a 22 de dezembro de 2016, compilados em 15 volumes tankōbon e lançados pela Square Enix de 21 de agosto de 2010 a 22 de fevereiro de 2017.  O mangá foi adaptado para uma série de anime produzida pelo estúdio White Fox, que teve os seus 24 episódios transmitidos pelas estações de televisão Tokyo MX, MBS, BS11 em 7 de julho de 2014.
O anime foi licenciado pela Sentai Filmworks em 2014. No Brasil, o anime também está no catálogo da Netflix, com dublagem em português brasileiro e na Crunchyroll, com legendas em português.

## Mídia

Logotipo do mangá

### Mangá
Escrito por Takahiro e ilustrado por Tetsuya Tashiro, Akame ga Kill! foi serializado na Gangan Joker da Square Enix de 20 de março de 2010.
Em 25 de agosto de 2017, foi anunciado que o "volume 1.5" do mangá, anteriormente incluído no lançamento do vídeo caseiro do anime, publicado como um volume autônomo.
Uma mangá prequela intitulada Akame ga Kill! Zero (アカメが斬る！零, Akame ga Kiru! Rei) escrito por Takahiro e ilustrado por Kei Toru, foi serializado na Monthly Big Gangan de 25 de outubro de 2013 a 25 de janeiro de 2019. A história se concentra no passado de Akame durante os dias em que ela trabalhava como assassina para o Império. Os capítulos da série foram coletados em dez volumes tankōbon, lançados de 21 de junho de 2014 a 25 de abril de 2019
Takahiro publicou uma sequência do mangá, intitulada Hinowa ga Crush! (ヒノワが征く！, Hinowa ga Yuku!) com arte de Strelka na Big Gangan, de 24 de junho de 2017 a 24 de junho de 2022. Os capítulos da série foram coletados em oito volumes tankōbon, lançados de 25 de dezembro de 2017 a 25 de agosto de 2022.

### Anime
Uma adaptação do mangá para uma série de anime foi anunciada em janeiro de 2014. O teaser-site da série foi aberto em 21 de janeiro de 2014.
A série foi dirigida por Tomoki Kobayashi e escrita por Makoto Uezu. Takahiro também supervisionou o cenário e Taku Iwasaki compôs a música da série.
Nos Estados Unidos, a estreia da série foi um dos programas mais assistidos da história do bloco Adult Swin da Toonami, com mais de 1,8 milhão de telespectadores.

## Temas de abertura e encerramento
A música-tema de abertura dos episódios 1–14 é "Skyreach" interpretada por Sora Amamiya, enquanto o tema de encerramento é "Konna Sekai, Shiritakunakatta." (こんな世界、知りたくなかった。 ("Não queria saber sobre esse tipo de mundo")) por Miku Sawai. A partir do episódio 15, o tema de abertura passa a ser "Liar Mask" de Rika Mayama e o tema de encerramento, "Tsuki Akari" (月灯り ("Luar")) de Amamiya.
Temas de abertura e encerramento
| Aberturas | Aberturas                     | Aberturas | Encerramentos                                                                      | Encerramentos |
| Nº        | Música Tema                   | Episódios | Música Tema                                                                        | Episódios     |
| --------- | ----------------------------- | --------- | ---------------------------------------------------------------------------------- | ------------- |
| 1         | "Skyreach" (por Sora Amamiya) | 1-14      | "Konna Sekai, Shiritakunakatta. (こんな世界、知りたくなかった。)" (por Miku Sawai) | 1-14          |
| 2         | "Liar Mask" (por Rika Mayama) | 15-24     | "Tsuki Akari (月灯り)." (por Sora Amamiya)                                         | 15-24         |

## Recepção
O sétimo volume vendeu 24.181 cópias na primeira semana de lançamento. O oitavo volume vendeu 37.833 cópias em sua semana de estreia. Até o volume 11, a série já tinha vendido mais de 2,1 milhões de cópias.
Kestrel Swift, do The Fandom Post, elogiou o primeiro episódio do anime por "comentários duros e brutais sobre a corrupção e como é provável que quanto mais perfeito alguém pareça, mais sombrio é o segredo escondido" bem como seu valor de produção pelo estúdio White Fox. Robert Mullarkey da UK Anime Network deu à série uma resposta semelhante, elogiando suas cenas de ação e violência. No entanto, ele criticou alguns de seus personagens e afirmou que o anime precisa "abandonar a comédia". Ao revisar os primeiros oito episódios da série, Matt Packard do Anime News Network disse que "é estúpido e infantil" como também "não há nada maduro sobre a ideia de que o mal sempre assume a forma de um psicopata ou um glutão sedento de poder, ou que as pessoas se tornam assassinos de alma morta porque algo traumático lhes aconteceu uma vez, ou que os fisicamente fracos estão destinados a se tornar escravos e morrer chorando".